# Kookaburra (avion)
Pour les articles homonymes, voir Kookaburra.
Le Kookaburra est un avion léger Westland Widgeon immatriculé G-AUKA.
Lorsque Sir Charles Kingsford Smith et son équipage à bord du Southern Cross disparaissent en 1929 dans ce qui sera connu plus tard comme l'incident « Coffee Royal », le pilote Keith Anderson et le mécanicien Henry Smith « Bobby » Hitchcock décollent le 10 avril avec le Kookaburra pour tenter de les retrouver. Ils quittent Richmond, en Nouvelle-Galles du Sud, et se dirigent vers le nord de l'Australie-Occidentale via Broken Hill, Maree, Oodnadatta et Alice Springs.
Le Kookaburra est contraint d'atterrir dans le désert de Tanami lorsque la tige de poussée d'une soupape du cylindre numéro deux se desserre, entraînant une perte de puissance. Bobby Hitchcock ajuste la tige de poussée et les deux hommes tentent de dégager une piste. Ils sont vaincus par la soif et périssent avant d'avoir pu dégager une piste suffisamment longue. Leurs corps sont retrouvés le 21 avril 1929.
Un détachement terrestre vient de Wave Hill Station et enterre les hommes sur place. En raison d'un manque d'eau pour leurs chevaux, l'équipe au sol n'a pas le temps de dégager une piste suffisamment longue pour que le Kookaburra puisse décoller. Après un tollé public pour avoir laissé les hommes dans le désert, une deuxième expédition avec un camion Thornycroft retourne sur le site et exhume les corps. Une fois de plus, en raison d'une pénurie d'eau, une piste d'atterrissage ne peut être dégagée et l'avion n'est pas déplacé. En juillet 1929, Keith Anderson est ré-enterré à Sydney et Bobby Hitchcock à Perth.
Le Kookaburra reste dans le désert car il n'est pas économique de le récupérer. Il est redécouvert de manière inattendue en 1961 par Vern O'Brien, un géomètre qui traverse la région. Il a été endommagé par trois décennies de pluie et de feux de brousse. O'Brien ne peut déterminer l'emplacement exact de l'avion car le désert de Tanami est plat et sans relief. Plusieurs expéditions ont cherché le Kookaburra après 1961, mais en vain.
L'homme d'affaires, pilote et aventurier australien Dick Smith monte une expédition en 1977 pour le retrouver, sans succès. Il retente des recherches en 1978 et retrouve les restes de l'avion
Les restes de Kookaburra sont déplacés vers une exposition publique à l'aéroport d'Alice Springs et se trouvent actuellement au Central Australian Aviation Museum.